# Iminijum
Iminijumska so ili katjon u organskoj hemiji ima opštu strukturu []+ i kao takav je protonisan ili supstituisani imin. On je intermedijar u mnogim organskim reakcijama kao što su Bekmanovo premeštanje, Vilsmajer-Hakova reakcija, Stefanova rekcija ili Dafova reakcija. Iminijum se ponekad naziva imonijum.

## Iminilijum joni
Iminilijum joni imaju opštu strukturu . Oni formiraju potklasu nitrenijum jona.